# Alterode

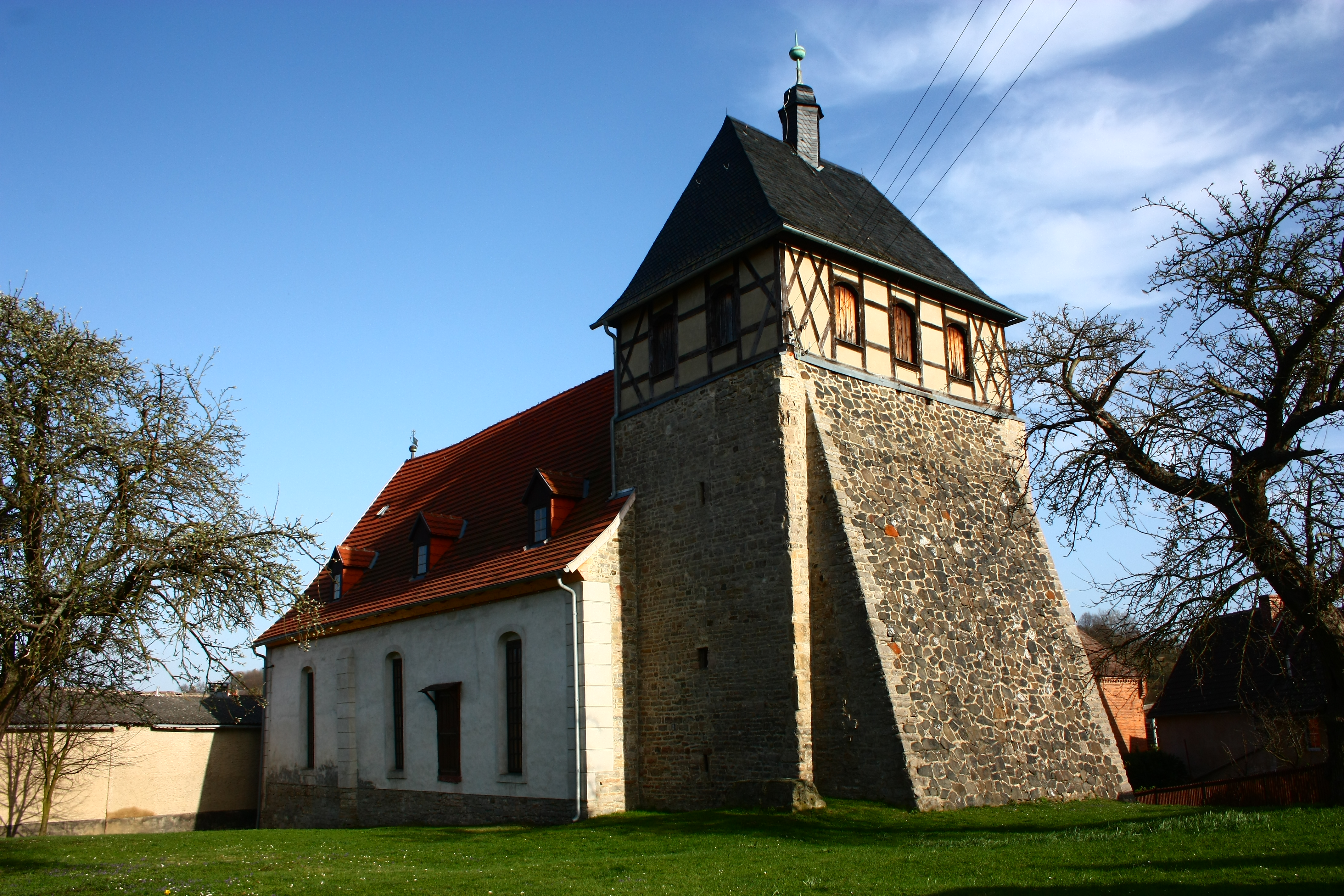
Dorfkirche von Alterode mit ihrem dicken Turm

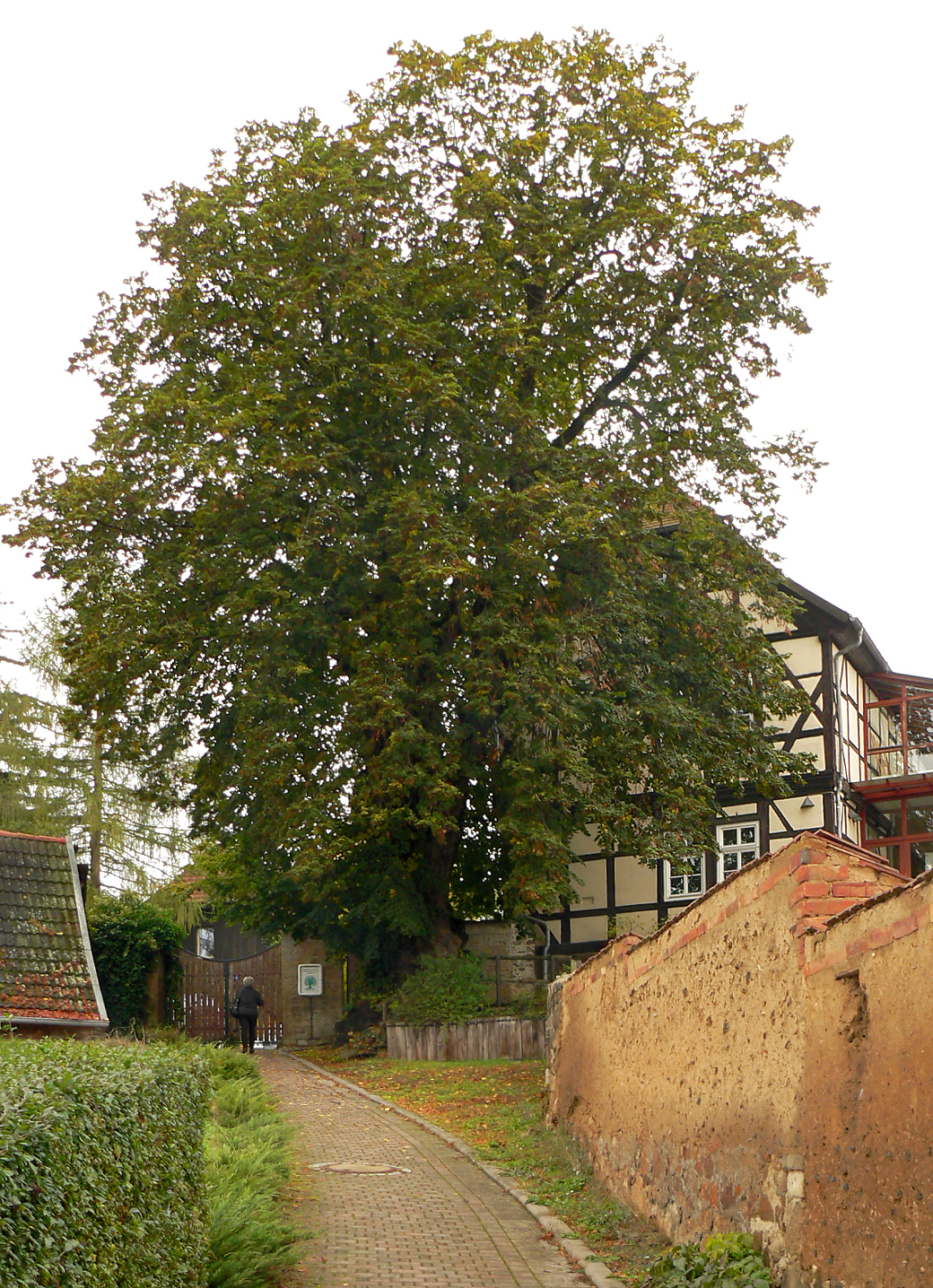
Reformationslinde am ehemaligen Pfarrhaus in Alterode

Alterode ist ein Ortsteil der Stadt Arnstein im Landkreis Mansfeld-Südharz in Sachsen-Anhalt.

## Geografische Lage
Alterode befindet sich in einem Landschafts- und Naturschutzgebiet zwischen den Bundesstraßen 242 und 180, ca. 10 km nordwestlich von Hettstedt. Dieses Gebiet ist durchzogen von zahlreichen kleinen Bächen und Flüssen, wie Selke, Eine, Leine und die Schwennecke, die durch kleine Täler fließen.

## Geschichte
Am ehemaligen Pfarrhaus des Ortes steht die als Naturdenkmal ausgewiesene Reformationslinde Alterode, die einen Stammumfang von fast acht Meter hat. Sie soll im Zusammenhang mit dem ersten protestantischen Gottesdienst im Jahr 1540 gepflanzt worden sein.
Am 1. Januar 2010 schlossen sich die bis dahin selbstständigen Gemeinden Alterode, Bräunrode, Greifenhagen, Harkerode, Quenstedt, Stangerode, Sylda, Ulzigerode und Welbsleben sowie die Stadt Sandersleben (Anhalt) zur neuen Stadt Arnstein zusammen. Die Verwaltungsgemeinschaft Wipper-Eine, zu der Alterode gehörte, wurde aufgelöst.

## Wappen
Das vom Magdeburger Kommunalheraldiker Jörg Mantzsch gestaltete Wappen wurde am 19. April 1995 durch den Regierungspräsidenten des Regierungsbezirkes Halle genehmigt und unter Nr. 43/1995 im Landesarchiv Sachsen-Anhalt hinterlegt.
Blasonierung: „Geteilt von Grün über Silber; oben ein überdachter silberner Ziehbrunnen mit Winde, unten ein grünes Lindenblatt am Zweig.“

## Vereine
Die Alteröder, die schon immer Wert auf alte Bräuche und Traditionen gelegt haben, gründeten nach 1990 mit großem Enthusiasmus Vereine und Interessengruppen. Durch die meist ehrenamtliche Tätigkeit der Menschen wurde das gesellschaftliche Leben in der Gemeinde vielseitiger und attraktiver.
Inzwischen haben sich Alteröder Vereine weit über die Gemeindegrenze hinaus bekannt gemacht. So der Alteröder Spielmannszug, der auf eine alte Tradition zurückblicken kann und 1976 wieder neu gegründet wurde. Zum 25-jährigen Bestehen veranstaltete der Spielmannszug ein Musikfest. Der Spielmannszug ist bei allen Festen dabei und beteiligt sich an den Dorffesten der Nachbargemeinden.
Die Alteröder Schützengesellschaft 1867 e. V. ist wohl der Verein mit der längsten Tradition. Schon vor rund 450 Jahren haben sich Harzer Schützen zur Verteidigung ihrer Heimat sowie von Hab und Gut zusammengeschlossen. Aus den anfänglichen Schützenkompanien sind dann später die Schützengesellschaften entstanden. Schon im Jahre 1867 wurde die Fahne der Alteröder Schützengesellschaft geweiht. Von 1926 bis 1934 waren die Schützenvereine von Alterode und den umliegenden Dörfern im Schützenbund Einetal-Arnstein zusammengefasst. Die Wiedergründung des Alteröder Schützenvereins wurde erst mit der Wende im Jahre 1990 möglich. Die Schützenkette des Alteröder Schützenvereins von 1927 bis 1940 ist ein wertvolles Erinnerungsstück des Vereins.

## Sport
Es existieren ein Sportplatz und ein modernisiertes Sportlerheim im Ort. Im Jahre 1984 wurde auf dem Osterberg eine Moto-Cross-Strecke eingeweiht. Die jährlich Wettfahrten auf der 1050 m langen Strecke organisiert der MC Einetal Alterode.

## Regelmäßige Veranstaltungen
Das jährliche Heimat- und Schützenfest, das vier Tage gefeiert wird, steht ganz unter der Schirmherrschaft der Alteröder Schützengesellschaft 1867 e. V. Höhepunkt des Schützenfestes ist das Ausschießen des Schützenkönigs sowohl unter den Erwachsenen und als auch unter den Kindern.
Das Fest endet montags mit dem traditionellen Erbsbärfest. Dabei ist das „Eiersammeln“ während des Festumzuges ein festes Ritual. Über die Bedeutung des Brauches gibt es nur Vermutungen. Sicher ist wohl, dass der Erbsbär die Sorgen und Nöte vertreiben soll.

## Denkmal
- Grab auf dem Ortsfriedhof für eine namentlich bekannte jugoslawische Zwangsarbeiterin, die während des Zweiten Weltkrieges ums Leben kam.

## Söhne und Töchter des Ortes
- Johann Anton Trinius (1722–1784), evangelischer Pfarrer, Theologe und Schriftsteller.

## Personen, die vor Ort gewirkt haben
- Andreas Wilhelm Hagemann, 1773 bis 1789 Pastor in Alterode